# Obří zámek
Obří zámek je přírodní památka ev. č. 1147 jižně od Kašperských Hor, mezi osadami Popelná a Červená v okresech Prachatice a Klatovy. Chráněné území zaujímá severní vedlejší vrchol hřebene Valy, zvaný Obří zámek (též Obří hrad), s akropolí stejnojmenného hradiště (971 m), jeho severní a severovýchodní svahy, spadající do údolí říčky Losenice a západní polovinu protilehlého kopce Šafářův vršek (929 m). Správa NP Šumava. Důvodem ochrany jsou skalnaté vrcholy s kamenným mořem a přirozenými lesními porosty.